# ليندا هوارد
ليندا هوارد (بالإنجليزية: Linda Howard)‏ هي نحّاتة أمريكية، ولدت في 1934.